# My Mom's New Boyfriend
My Mom's New Boyfriend är en tysk-amerikansk långfilm från 2008 i regi av George Gallo, med Antonio Banderas, Meg Ryan, Colin Hanks och Selma Blair i rollerna.

## Handling
FBI-agenten Henry Durand (Colin Hanks) återvänder hem efter några år. Han märker att hans mamma Martha (Meg Ryan) har gått ner i vikt och hennes nya pojkvän verkar var den efterlysta konsttjuven Tommy Lucero (Antonio Banderas).

## Rollista
| Antonio Banderas | – Tommy Lucero         |
| Meg Ryan         | – Martha Durand        |
| Colin Hanks      | – Henry Durand         |
| Selma Blair      | – Emily Lott           |
| Trevor Morgan    | – Eddie                |
| John Valdetero   | – Agent Fedler         |
| Eli Danker       | – Jean Yves Tatao      |
| Tom Adams        | – Niko Evangelatos     |
| Keith David      | – FBI Chief Conrad     |
| Enrico Colantoni | – Enrico the Chef      |
| Marco St. John   | – Inspector Laborde    |
| Aki Avni         | – Agent Randle         |
| Mark Meade       | – Special Agent Wagner |
| Tarri Markel     | – Agent Cisneros       |
| Jeff Fried       | – Agent Simpson        |